# Kosárvágása
Kosárvágása (1899-ig Kosarócz, szlovákul: Košarovce) község Szlovákiában, az Eperjesi kerület Homonnai járásában.

## Fekvése
Homonnától 18 km-re északnyugatra, az Olyka-patak jobb partján található.

## Története
1408-ban említik először.
A 18. század végén Vályi András így ír róla: „Kosarócz. Kosaróvcze. Tót falu Zemplén Várm. földes Ura Jekelfalusy Uraság, lakosai katolikusok, fekszik Orosz Petrócz, és Giroczhoz 1/2 órányira, dombos határja 3 nyomásbéli, gabonát, árpát, és zabot terem, erdeje van, szőleje nints, piatza Várannón.”
Fényes Elek 1851-ben kiadott geográfiai szótárában így ír a faluról: „Kosarócz, Zemplén vmegyében, tót-orosz falu, Jankócz fil. 179 róm., 118 gör. kath., 12 zsidó lak., 545 h. szántófölddel. F. u. b. Vécsey.”
Borovszky Samu monográfiasorozatának Zemplén vármegyét tárgyaló része szerint: „Kosárvágása, azelőtt Kosarócz, az Olyka-patak mellett fekszik. 56 házból áll és 260 tótajkú lakosa van, kik egyenlő arányban római katholikusok és görök katholikusok. Postája Göröginye, távírója Kelcse, vasúti állomása Homonna. Körjegyzőségi székhely. Hajdan a sztropkói vár tartozéka volt. A török világban elpusztult s ekkor Tharas Ferencz németeket telepített ide. Ez időben Kassorhau néven szerepelt. Újabbkori földesurai a Barkóczyak, Jekelfalussyak és Vécseyek voltak. Most nincs nagyobb birtokosa. A XVII. században itt is dúlt a pestis. A két hitfelekezet hívei egy közös templomba járnak, mely 1736-ban épült. A Laborczon itt közúti hid vezet át.”
1920 előtt Zemplén vármegye Sztropkói járásához tartozott.

## Népessége
| Év:            | 1994. | 2004.   | 2014.   | 2024.   |
| -------------- | ----- | ------- | ------- | ------- |
| Emberek száma: | 586   | 613     | 633     | 581     |
| Eltérés:       |       | +4,60 % | +3,26 % | -8,21 % |

| Év:            | 2023. | 2024.   |
| -------------- | ----- | ------- |
| Emberek száma: | 584   | 581     |
| Eltérés:       |       | -0,51 % |

1910-ben 287, túlnyomórészt szlovák lakosa volt.
2001-ben 642 lakosából 638 szlovák volt.
2011-ben 616 lakosából 604 szlovák.

## Nevezetességei
A Szentháromság tiszteletére szentelt római katolikus temploma.

## Külső hivatkozások
- Községinfó
- Kosárvágása Szlovákia térképén
- E-obce.sk Archiválva 2013. október 2-i dátummal a Wayback Machine-ben